# Gregorio Gitti
Gregorio Gitti (Brescia, 21 giugno 1964) è un politico e avvocato italiano.

## Biografia
Gitti nasce il 21 giugno del 1964 a Brescia da famiglia di tradizione politica democristiana, Figlio del politico Tarcisio Gitti (deputato DC 1979-1994) e di Gigliola Monticelli. Anche il nonno, Angelo Gitti, era stato deputato DC dopo essere stato tra i fondatori della CISL.
Gitti si laurea in Giurisprudenza all'Università degli Studi di Pavia (Collegio Borromeo) nel 1988, con lode. Attualmente Gitti è professore ordinario di Diritto civile all'Università degli Studi di Milano.
Sposato con Francesca Bazoli, figlia del banchiere Giovanni Bazoli, è padre di tre figli: Giulia, Giovanni e Luigi.
È socio fondatore dello Studio Legale Gitti – Pavesi di Milano, quindi Gitti And Partners. Gitti è stato advisor della fusione tra le municipalizzate AEM Milano e ASM Brescia, creando la multiutility pubblica A2A, sotto l'egida del centrosinistra bresciano di Paolo Corsini, ma secondo i critici con un esito sbilanciato a favore di Milano. Ugualmente, Gitti ha curato la fusione bancaria tra il Banco Lombardo bresciano e la BPU bergamasca, con la nascita di Ubi Banca; anche in questo caso, i critici hanno lamentato il trasferimento del potere bancario verso Bergamo.
Nel 2009 il suo Studio Pavesi-Gitti-Verzoni si è fuso con lo Studio Vitali Romagnoli Piccardi, già fondato da Giulio Tremonti. Gitti ha quindi partecipato all'operazione di privatizzazione di Alitalia e fusione con Air One nella Compagnia aerea italiana spa (CAI), e alla creazione del Fondo italiano di investimento Sgr spa, il cui socio di maggioranza è la Cassa depositi e prestiti.
È stato membro del consiglio di amministrazione di Edison, di Flos, di Metalcam, delle Librerie Feltrinelli, di Hopa, di Ansaldo STS.

## Carriera politica
Militante nei circoli della DC bresciana durante la Prima Repubblica, negli anni '90 Gitti si avvicina al progetto dell'Ulivo di Romano Prodi. Si fa promotore dell'"Associazione per il partito democratico",, quindi contribuisce alla stesura delle regole per le Primarie del 2005 de L'Ulivo.
Nel 2007 è parte del Comitato promotore del referendum abrogativo del Porcellum. Si allontana quindi dal progetto del Partito Democratico, che considera "snaturato da parte di DS e Margherita".
Nel 2008 lancia la Fondazione Etica assieme a Romain Zaleski, Carlo Feltrinelli, Chicca Olivetti, Valerio Onida, e Piergaetano Marchetti.
Nel 2012 viene nominato alla presidenza della lista "Italiani Liberi e Forti" che sostiene la candidatura di Gaspare Sturzo alla presidenza della Regione Siciliana.
Alle elezioni politiche del 2013 viene candidato nella lista Scelta Civica con Monti per l'Italia nella circoscrizione IV Lombardia 2 e viene eletto deputato della XVII Legislatura. Il 10 dicembre 2013 aderisce al gruppo parlamentare Per l'Italia.
Nel settembre 2014 annuncia la sua richiesta di adesione, da indipendente, al gruppo del Partito Democratico di Matteo Renzi, alla Camera, ritenendo ormai esaurito il progetto di Scelta Civica e dei Popolari per l'Italia insieme alla vicecapogruppo di Per l'Italia alla Camera, Gea Schirò Planeta.. Nel marzo 2017 ha deciso di sostenere la candidatura di Andrea Orlando alla segreteria del Partito Democratico.